# Mount Bird
Mount Bird ist ein 1765 m hoher Schichtvulkan im nordwestlichen Ausläufer der antarktischen Ross-Insel. 
Kartografisch erfasst wurde er während der Discovery-Expedition (1901–1904) unter der Leitung des britischen Polarforschers Robert Falcon Scott, der dem Berg in Anlehnung an das nahe gelegene Kap Bird seinen Namen gab. 